# Hermann Giesau
Hermann Giesau (* 30. April 1883 in Magdeburg; † 22. November 1949 in Halle) war ein deutscher Kunsthistoriker und 1930–1945 Provinzialkonservator der Provinz Sachsen. 

## Leben
Der Sohn eines Ingenieurs und Fabrikbesitzers studierte nach dem Besuch des Realgymnasiums in Magdeburg zunächst Medizin an den Universitäten Leipzig und Jena und dann Kunstgeschichte in Leipzig, Straßburg und Halle. 1910–11 leistete er Militärdienst als Einjährig-Freiwilliger. 1912 promovierte er an der Universität Halle bei dem Kunsthistoriker Kurt Freyer mit einer Arbeit zur Geschichte der Frühgotik in Sachsen und Thüringen.
Bis 1914 war Giesau wissenschaftlicher Mitarbeiter beim Deutschen Verein für Kunstwissenschaft Berlin. 1914 bis 1918 stand er im Fronteinsatz, wurde zum Leutnant befördert und mit dem Eisernen Kreuz I. und II. Klasse ausgezeichnet. Oktober 1918 bis Ende 1919 war er in Kriegsgefangenschaft. 
1920 wurde Giesau wissenschaftlicher Mitarbeiter beim Konservator der Provinz Sachsen, 1922 Provinzialbaurat und ab 1930 Provinzialkonservator. 1927 habilitierte er sich für das Fach Kunstgeschichte. 1933 wurde er zum außerordentlichen Professor ernannt. Am 15. November 1933 erfolgte sein Eintritt in die SA, zum 1. Mai 1937 trat er der NSDAP bei (Mitgliedsnummer 3.974.692).
Giesau hatte eine beratende Funktion bei der Auswahl und Behandlung von Kulturgütern, die wegen der Luftangriffe im Zweiten Weltkrieg durch Auslagerung oder Einhausung besonders zu schützen waren. Dazu gehörten die Ausstattung des Magdeburger Doms und des Erfurter Doms. 
1945 wurde Giesau verhaftet. 1948 erhielt er von der Landesregierung einen Forschungsauftrag.

## Schriften
- Eine deutsche Bauhütte aus dem Anfange des 13. Jahrhunderts, Gebauer & Schwetschke, Halle a. d. S. 1912
- Der Dom zu Magdeburg, A. Hopfer, Burg bei Magdeburg, 1925
- Der Dom zu Naumburg, A. Hopfer, Burg bei Magdeburg, 1926
- Geschichte des Provinzialverbandes von Sachsen 1825–1925, Th. Rößner Buch- u. Kunstdruckerei, Merseburg 1926
- Der Dom zu Halberstadt, A. Hopfer, Burg bei Magdeburg, 1929
- Die Meißner Bildwerke, A. Hopfer, Burg 1936
- Ein Führer durch den Naumburger Dom, A. Hopfer, Burg 1939
- Burg Querfurt, mit Hermann Wäscher, Jaeckelverlag, Querfurt 1941